# Doi Inthanon
Doi Inthanon (en tailandés: ดอยอินทนนท์) es la montaña más alta del país asiático de Tailandia. Su cima se alza a los 2565 metros sobre el nivel del mar. Se encuentra en el distrito de Mae Chaem, Provincia de Chiang Mai, en el norte del país, dentro del parque nacional que lleva su nombre. 
La montaña era conocida en el pasado como Doi Luang Ang Ka, que significa Gran Montaña del Baño de Cuervos, ya que cerca de la base de la montaña había un estanque donde se reunían muchos cuervos. El nombre actual Doi Inthanon fue dado en honor al rey Inthawichayanon, séptimo rey de Chiang Mai.
Doi Inthanon es parte de una cadena montañosa que separa Birmania de Tailandia, conocida como Cordillera Thanon Thong Chai.